# Margaret Leiter
Margaret " Daisy " Hyde Leiter, Bá tước phu nhân xứ Suffolk (1 tháng 9 năm 1879 – 5 tháng 3 năm 1968) là một nữ thừa kế người Mỹ kết hôn với một người thuộc tầng lớp quý tộc Anh. Cùng với em gái Mary Leiter, hai chị em được biết đến là hai trong các "Công chúa Đô la Mỹ".